# Stricken (песня)
«Stricken» — сингл американской рок-группы Disturbed. Он был выпущен 25 июля 2005 года. Это второй по счёту сингл с третьего альбома коллектива — Ten Thousand Fists. Авторами песни являются участники группы Дэн Дониган, Майк Венгрен, Дэвид Дрейман. «Stricken» удостоился золотого статуса в США 18 августа 2008 года, продав 500 000 копий. Это одна из первых композиций группы, где появилось гитарное соло. Песня фигурирует в музыкальных видеоиграх Guitar Hero III: Legends of Rock и Guitar Hero Live, а также присутствует в загружаемом каталоге к Rock Band и Project Gotham Racing 4. Видеоклип к «Stricken» был снят в заброшенной больнице, где ранее проходили съёмки классического фильма ужасов «Кошмар на улице Вязов».

## Список композиций

### CD 1
1. «Stricken» — 4:07
2. «Hell» — 4:14
3. «Darkness» (Live из Music as a Weapon II) — 4:02

### CD 2
1. «Stricken» — 4:07
2. «Dehumanized» — 3:31

### «7» винил
1. «Stricken» — 4:07
2. «Dehumanized» — 3:31

## Позиции в чартах
| Год попадания в чарт | Название чарта                  | Наивысшая позиция | Пребывание в чарте |
| -------------------- | ------------------------------- | ----------------- | ------------------ |
| 2005                 | Великобритания (OCC UK Singles) | 88                | 2 недели           |
| 2005—2006            | Billboard Hot 100               | 95                | 3 недели           |
| 2005—2006            | Hot Mainstream Rock Tracks      | 2                 | 35 недель          |
| 2005—2006            | Modern Rock Tracks              | 13                | 26 недель          |

## Сертификации и продажи
| Регион                                                      | Сертификация | Продажи  |
| ----------------------------------------------------------- | ------------ | -------- |
| США (RIAA)                                                  | Золотой      | 500 000^ |
| ^ Данные о тиражах приведены только на основе сертификации. |              |          |